# 2-га кавалерійська дивізія (Рейхсвер)
2-га кавалерійська дивізія (нім. 2. Kavallerie-Division) була частиною рейхсверу, збройних сил Німеччини за часів Веймарської республіки.
За умовами Версальського мирного договору в Рейхсвері було реорганізовано три суто кавалерійські дивізії, кожна з шести кавалерійських полків. Кавалерія була озброєна гвинтівками Karabiner 98В і легкими кулеметами.
Вона складалася з 6 кавалерійських полків, 7-го, 8-го, 9-го, 10-го та 11-го (прусського) кавалерійських полків та 12-го (саксонського) кавалерійського полків. Штаб дивізії був розміщений у Бреслау. 
Командирами дивізії були:
- Генерал-лейтенант Отто фон Прайніцер (1 червня 1920 — 1 квітня 1922)
- Генерал від інфантерії Ернст Гассе (1 квітня 1922 — 1 січня 1925)
- Генерал кінноти Гуго фон Кайзер (1 січня 1925 — 1 жовтня 1926)
- Генерал-лейтенант Ріхард фон Граберг (1 жовтня 1926 — 1 жовтня 1928)
- Генерал від інфантерії Герд фон Рундштедт (1 жовтня 1928 — 1 лютого 1932)
- Генерал-майор Пауль Людвіг Евальд фон Кляйст (1 лютого 1932 — 1 жовтня 1933)
- Генерал-майор Гюнтер фон Погрелль (1 жовтня 1933 — 1 жовтня 1935)

Вона була підпорядкована Gruppenkommando 1 / Wehrkreiskommando III.